# João Paulo Costa (político)
João Paulo Costa Cavalcanti (Recife, 23 de julho de 1991) é um político brasileiro. É deputado estadual de Pernambuco pelo PCdoB. É filho do ex-deputado federal Silvio Costa e irmão do deputado federal Silvio Costa Filho.

## Biografia
Eleito deputado estadual em 2018 com 24.789 votos e reeleito com 42.474 votos, em 2022, João Paulo Costa (PCdoB) presidiu a Comissão de Esportes e Lazer da Assembleia de Pernambuco nos biênios 2019-2020 e 2021-2022. Formado em Gestão Pública, exerceu os cargos de Gerente de Patrimônio e Gerente Regional de Planejamento da Companhia Brasileira de Trens Urbanos (CBTU), além de dirigir uma rede de escolas privadas.